# Доценко Іван Пилипович
Іван Пилипович Доценко (нар. 25 жовтня 1935, село Велика Киріївка, тепер Бершадського району Вінницької області — 7 травня 2021, місто Київ) — український діяч, міністр Кабінету Міністрів України. Дійсний член Академії будівництва України (1994).

## Біографія
Народився у родині колгоспників. У 1954—1959 р. — студент факультету промислового і цивільного будівництва Київського інженерно-будівельного інституту.
У 1959—1961 р. — будівельний майстер, виконроб будівельного управління Управління справами ЦК КПУ. Член КПРС.
У 1961—1963 р. — інструктор відділу будівництва Київського міського комітету КПУ; інструктор відділу будівництва Київського промислового обласного комітету КПУ.
У 1963—1965 р. — заступник директора з питань будівництва підприємства п/с № 1 «Радар».
У 1965—1969 р. — завідувач відділу будівництва Закарпатського обласного комітету КПУ.
У 1969—1970 р. — головний інженер будівельно-монтажного тресту № 2 Міністерства промислового будівництва Української РСР. У 1970—1975 р. — начальник Головного управління капітального будівництва Міністерства радгоспів Української РСР.
У 1975—1978 р. — директор будівництва музею Леніна у Києві.
У 1978—1991 р. — заступник керуючого Управління справами ЦК КПУ.
У 1991—1992 р. — завідувач відділу будівництва — заступник начальника фінансово-господарського управління Верховної ради України. У лютому — грудні 1992 р. — керівник Служби матеріально-технічного і фінансового забезпечення, у грудні 1992 — вересні 1993 р. — заступник секретаря Адміністрації Президента України.
29 вересня 1993 — 21 липня 1994 р. — міністр Кабінету Міністрів України.
У липні 1994 — лютому 1995 р. — 1-й заступник міністра Кабінету Міністрів України. У 1995 році — виконувач обов'язків керуючого справами Національного банку України.
У жовтні 1996—2002 р. — радник голови Конституційного Суду України.
Потім — на пенсії у місті Києві.

## Нагороди та відзнаки
- орден Трудового Червоного Прапора (1980)
- два ордени «Знак Пошани» (1973, 1986)
- медаль «За освоєння цілинних земель» (1979)
- медаль «1500-річчя Києва» (1982)
- медаль «Ветеран праці» (1986)
- медаль «20 років незалежності України» (2011)
- Почесна грамота Президії Верховної Ради Української РСР (1982)
- знак «Головдержслужба України: За сумлінну працю» (1998)
- заслужений будівельник Української РСР (1985)